# Marea Ducesă Vera Constantinovna a Rusiei
Marea Ducesă Vera Constantinovna a Rusiei  (16 februarie 1854 – 11 aprilie 1912) a fost fiica Marelui Duce Constantin Nicolaevici al Rusiei. Vera Constantinovna  a fost nepoată a Țarului  Nicolae I și verișoară primară a Țarului Alexandru al III-lea.

## Copilărie
Marea Ducesă Vera Constantinovna a Rusiei s-a născut la St. Petersburg la 16 februarie 1854, al treilea copil și a doua fiică din cei șase copii ai Marelui Duce Constantin Nicolaievici al Rusiei și ai soției lui Marea Ducesă Alexandra Iosifovna (născută Prințesă Alexandra de Saxa-Altenburg).
Marea Ducesă Vera și-a petrecut primii ani la St Petersburg; în 1861 familia s-a mutat la Varșovia când tatăl ai a fost numit vicerege al Poloniei. Vera a fost un copil problemă, predispusă la crize violente de furie și a suferit ceea ce a fost descris oficial ca o "condiție nervoasă".
Când Vera avea nouă ani, părinții ei au trimis-o la mătușa paternă, Marea Ducesă Olga, regină de Württemberg, care a fost de acord să aibă grijă de ea. Regina Olga și soțul ei au fost părinți devotați însă la început nu prea au avut succes în îmbunătățirea comportamentului Verei. Verei îi era dor de casă și a continuat să fie extrem de dificilă, până la punctul de a fi violentă fizic cu ei. Periodic, Vera trebuia să fie ținută sub control de un ofițer de armată și a fost chiar închisă cel puțin o dată.
Karl a început să facă plimbări lungi cu Vera și să-i citească pasaje din Biblie. Până în 1866, existau puține schimbări ale Verei însă regina Olga a perseverat și în timp, Marea Ducesă Vera și-a îmbunătățit comportamentul. Ca domnișoară, ea era introspectivă, timidă, isteață. Nu-i plăceau ceremoniile. Aspectul ei fizic, ca și personalitatea ei, era destul de ciudat.  Avea o claie de păr blond, buclat și scurt.

## Căsătorie

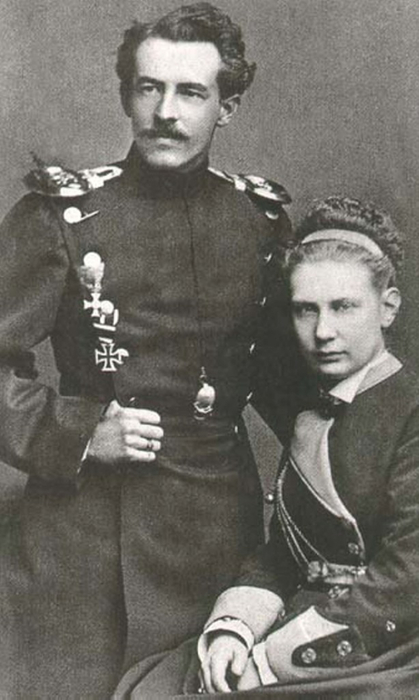
Marea Ducesă Vera împreună cu soțul ei, Ducele Eugen de Wurtemberg

Regele Karl și regina Olga au adoptat-o legal pe Marea Ducesă Vera în 1871. I-au aranjat căsătoria cu Ducele Eugen de Wurtemberg, sperând că în felul acesta ea nu va părăsi țara după căsătorie. Logodna a avut loc în ianuarie 1874. Marele Duce Constantin i-a scris surorii sale Olga și regelui Karl mulțumindu-le pentru ajutorul dat fiicei lui. Regina Olga a scris "Copilul meu problemă este acum o mireasă fericită, care iubește și este iubită. Niciodată n-am visat că o asemenea fericire există. Eugen este aproape ca un fiu pentru rege."
Vera avea nouăsprezece ani iar Eugen douăzeci și opt. Nunta s-a celebrat cu mare pompă la Stuttgart la 4 mai 1874 în prezența unchiului Verei, Țarul Alexandru al II-lea al Rusiei, care observând neatractivitatea nepoatei lui a remarcat neelegant "Mărturisesc că nu-l invidiez pe tânărul bărbat".. Cu toate acestea, Țarul a dăruit Verei un milion de ruble ca zestre. 
Cuplul s-a stabilit într-o casă mare din Stuttgart. Anul următor, Vera a născut un fiu, Karl Eugen, care a murit șapte luni mai târziu. În 1876, Vera a născut două fete gemene, Elsa și Olga.
Viața de femeie măritată a Marii Ducese a fost una scurtă. Soțul ei, ofițer în armata Württembergului deținea comanda în Düsseldorf unde a murit pe neașteptate la 27 ianuarie 1877. Oficial cauza morții a fost o căzătură de pe cal și o boală a căilor respiratorii. Neoficial, aventurosul Duce a murit în duel. Căsătoria a durat doar trei ani. Vera care avea douăzeci și trei de ani nu s-a mai măritat niciodată.
Tânăra văduvă s-a decis să rămână în Württemberg, țara unde se simțea acasă și unde avea protecția regelui. Totuși ea a călătorit frecvent să-și viziteze rudele din Rusia și sora, regina Olga a Greciei. La moartea regelui Karl în 1891, Vera a moștenit o avere considerabilă iar un an mai târziu, la moartea reginei Olga, Vera a primit Vila Berg din Stuttgart, unde ea a trăit în stil mare. Marea Ducesă Vera a scris poezii iar casa ei a fost scena multor evenimente culturale. 

## Ultimii ani

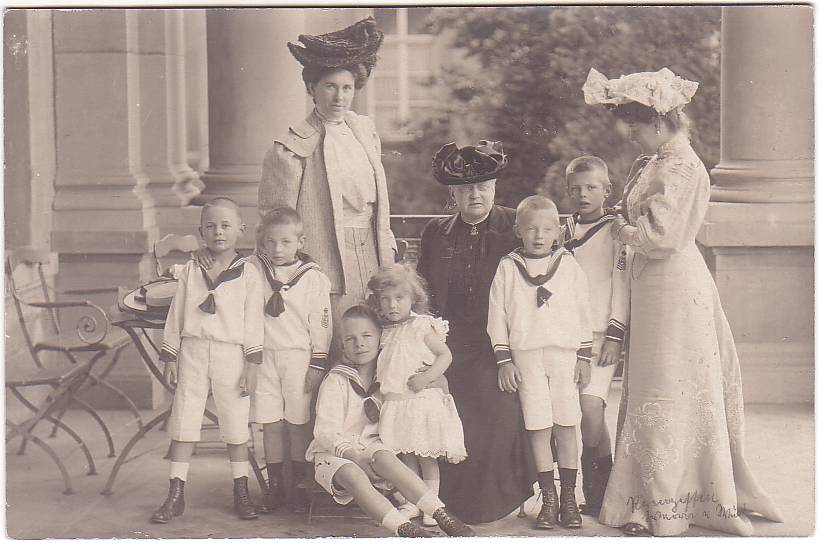
Marea Ducesă Vera Constantinovna a Rusiei (centru) cu fiicele ei, Olga (stânga), Elsa (dreapta) și nepoțiii.

Marea Ducesă Vera a vizitat Rusia deseori și a fost prezentă cu fiicele ei, în mai 1896, la ceremonia de încoronare a Țarului Nicolae al II-lea al Rusiei. Cea mai mare dintre gemene, Elsa, s-a logodit prima dată în ianuarie 1895 cu Prințul Alfred de Saxa-Coburg-Gotha, nepot al reginei Victoria (și fratele reginei Maria a României, mort la 24 de ani). Logodna a fost repede ruptă iar Elsa s-a căsătorit cu un verișor îndepărtat, Prințul Albert de Schaumburg-Lippe, fratele reginei Charlotte de Württemberg. 
Anul următor, cealaltă fiică a Verei, Olga, s-a căsătorit cu Prințul Maximilian de Schaumburg-Lippe. Soarta Olgăi a fost similară cu ce a Verei; ea a avut trei copii, și după câțiva ani de căsătorie și-a pierdut un copil și soțul, devenind văduvă de tânără și nu s-a recăsătorit niciodată.
După ce a trăit un timp atât de lung în Württemberg, Marea Ducesă Vera era în conflict religios și politic cu rudele ei din Rusia. Simpatiile ei politice erau spre germani și nu împărtășea sentimentul crescător anti-german al Romanovilor.
Marea Ducesă Vera Constantinovna a suferit un accident vascular cerebral în octombrie 1911 și a murit la Stuttgart la 11 aprilie 1912, la vârsta de cincizeci și opt de ani.